# Club Atlético Guayaquil
El Club Atlético Guayaquil fue un equipo de fútbol de Ecuador. También llamado Barcelona Sporting Club "B", proveniente de la parroquia Tarqui de Guayaquil. Estaba compuesto de las divisiones Sub-18 y Sub-20 del Barcelona Sporting Club, equipo para el cual servía como equipo de reservas mientras jugaba en una liga de divisiones menores conocida como Segunda Categoría. Los jugadores del Club Atlético Guayaquil eran entrenados para que luego puedan jugar en el equipo principal del Barcelona S.C., para ello competía frente a equipos del torneo de segunda categoría del Guayas.
El proyecto nació como iniciativa del director general de divisiones menores de Barcelona, el peruano Hernán Saavedra, quien propuso a Isidro Romero, presidente de Barcelona, el proyecto de adquirir un club de segunda categoría para dar fogueo a los juveniles, debido a que a partir del próximo año desaparecería la competencia del torneo nacional Sub-20. En junio de 2005, Atlético Guayaquil debutó en el torneo de segunda categoría guayas 2005, los toreros superaron a su primer rival Rocafuerte Fútbol Club por la mínima diferencia, con gol anotado por Cristhian Garcés, en el partido disputado en el estadio Monumental. logrando clasificar a la segunda fase el torneo al  terminar primero en el Grupo B; en la segunda fase del torneo logra terminar primero en su respectivo cuadrangular clasificando a la final del torneo, donde quedó vicecampeón luego de empatar 1-1 y caer en tanda de penales contra Fedeguayas.
En 2006, el Club Atlético Guayaquil repite su participación en el torneo de segunda categoría del Guayas, integrando el Grupo B, sin embargo no termina la temporada al retirarse el equipo de juveniles después de la primera fecha del torneo, esto luego de la salida de Isidro Romero de la presidencia de Barcelona Sporting Club.

## Palmarés
| Competición                        | Títulos | Subcampeonatos |
| ---------------------------------- | ------- | -------------- |
| Segunda Categoría del Guayas (0/1) |         | 2005.          |